# Drenovec (Chorwacja)
Drenovec – wieś w Chorwacji, w żupanii varażdińskiej, w mieście Varaždinske Toplice. W 2011 roku liczyła 361 mieszkańców.